# Nyctobia limitata
Nyctobia limitata är en fjärilsart som beskrevs av George Duryea Hulst 1896. Nyctobia limitata ingår i släktet Nyctobia och familjen mätare. Inga underarter finns listade i Catalogue of Life.